# ヌクフェタウ環礁

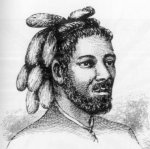
ヌクフェタウ環礁の男性を描いた1831年の絵

ヌクフェタウ環礁（ヌクフェタウかんしょう、Nukufetau）は、ツバルを構成する9つの環礁のひとつ。かつてはアメリカ合衆国がグアノ島法に基づいて1800年代から領有権を主張していたが、1979年に友好条約が締結され、1983年に発効した。2002年時点の人口は586人。以下の33の島で構成される。
- ファイアヴァ・ラシ島（Faiava Lasi）
- ファレ島（英語版）（Fale）
- フナオタ島（Funaota）
- コンゴ・ロト・ラファンガ島（Kongo Loto Lafanga）
- ラファンガ島（英語版）（Lafanga）
- マタヌクラエラエ島（Matanukulaelae）
- モトゥフェタウ島（Motufetau）
- モトゥラロ島（Motulalo）
- モトゥロア島_（Motuloa、環礁の北部と南部に同名の島が2箇所ある）
- モトゥムア島（Motumua）
- ニウアルカ島（Niualuka）
- ニウアトゥイ島（Niuatui）
- オウア島（Oua）
- サカルア島（英語版）（Sakalua）
- サヴァヴェ島（英語版）（Savave）
- テアファトゥレ島（Teafatule）
- テアフアニウア島（Teafuaniua）
- テアフアノヌ島（Teafuanonu）
- テアフオネ島（英語版）（Teafuone）
- テモトゥロト島（Temotuloto）

ほか、少なくとも12か島。
このうち最大の島はモトゥラロ島で、サヴァヴェ島には村が一箇所ある。

## 出身有名人
この環礁選出の国会議員はサウファトゥ・ソポアンガで、2002年から2004年にかけて首相を務めた重鎮である。